# Walking with the Wounded
 (octobre 2011).
Si vous disposez d'ouvrages ou d'articles de référence ou si vous connaissez des sites web de qualité traitant du thème abordé ici, merci de compléter l'article en donnant les références utiles à sa vérifiabilité et en les liant à la section « Notes et références ».
 (janvier 2019).
Walking with the Wounded (Marcher avec les blessés) est une association caritative britannique fondée en 2010 par Simon Daglish & Ed Parker, sous le patronage du prince Harry de Galles. Elle a pour but d'aider à la rééducation et surtout à la réinsertion professionnelle et sociale des grands invalides de guerre, confrontés à leur combat le plus ardu, celui de se reconstruire une vie et un avenir. Les fonds récoltés sont utilisés pour financer des études, des cursus de qualification professionnelle, en somme, la reconversion des soldats brûlés, rendus aveugles, handicapés, physiques ou mentaux, au cours de leurs missions de guerre. L'association soutient divers fonds, diverses associations, toutes et tous dédiés à aider les militaires gravement blessés à se reconstruire un futur plein de promesses. Elle offre aux grands invalides de guerre un réseau propice à favoriser leur réinsertion. Tous les vétérans (Malouines, Irlande du Nord, Irak, Afghanistan...) sont éligibles au soutien de l'association.
Walking with the Wounded organise des événements sportifs extrêmes pour démontrer la vaillance, le courage et les capacités de ces soldats, et pour faire parler d'elle, afin de récolter des fonds. Elle veut ainsi offrir aux autres personnes handicapées l'image d'autres personnes invalides comme elles, mais toujours capables des plus grands combats. En avril 2011, une équipe de huit, accompagnée quatre jours durant par le prince Henry de Galles, a ainsi parcouru  160 miles pour rallier le pôle Nord. L'équipe se composait de deux chefs d'expédition : Ed Parker and Simon Daglish, d'un guide polaire, Inge Solheim et de quatre militaires blessés en action, dont deux amputés: le Capitaine Guy Disney (amputé), le sergent Steve Young (blessé), Jaco Van Gass (amputé), le capitaine Martin Hewitt (blessé). Au bout d'un trek de treize jours, le 16 avril 2011 (soit trois jours avant la date prévue), elle est entrée dans le livre des records au titre de « première équipe d'invalides de guerre ayant rejoint le Nord géographique sans assistance ».

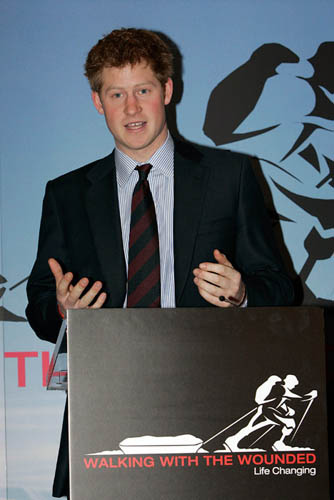
Le prince Harry au pupitre de l'association le 1er mars 2010.

Le prochain événement est prévu pour le printemps 2012. Le but est d'amener quatre grands blessés de guerre au sommet de l'Everest. Les militaires sélectionnés sont entraînés dans ce but, des Alpes à l'Himalaya. Le prince Henry de Galles a été vu au Népal, où il a vraisemblablement été négocier les frais d'ascension, qui sont normalement de 50 000 dollars US par personne.